# احتياطي المبيض
احتياطي المبيض هو مصطلح يستخدم ل تحديد قدرة المبيض لتوفير خلايا البيض، القادرة على الإخصاب مما يؤدى إلى حمل صحي وناجح . مع عمر الأم المتقدم عدد من خلية البويضة التي يمكن تجنيدهم بنجاح حتي تجعل الحمل ممكن ,تنخفض ، مما يشكل عاملا رئيسيا في علاقة عكسية بين العمر و الخصوبة لدى النساء .
في حين ليس هناك طريقة معروفة للتقييم الاحتياطي لمبيض للمرأة الفردية ، التقرير الغير المباشر ل احتياطي المبيض المهم في علاج العقم .

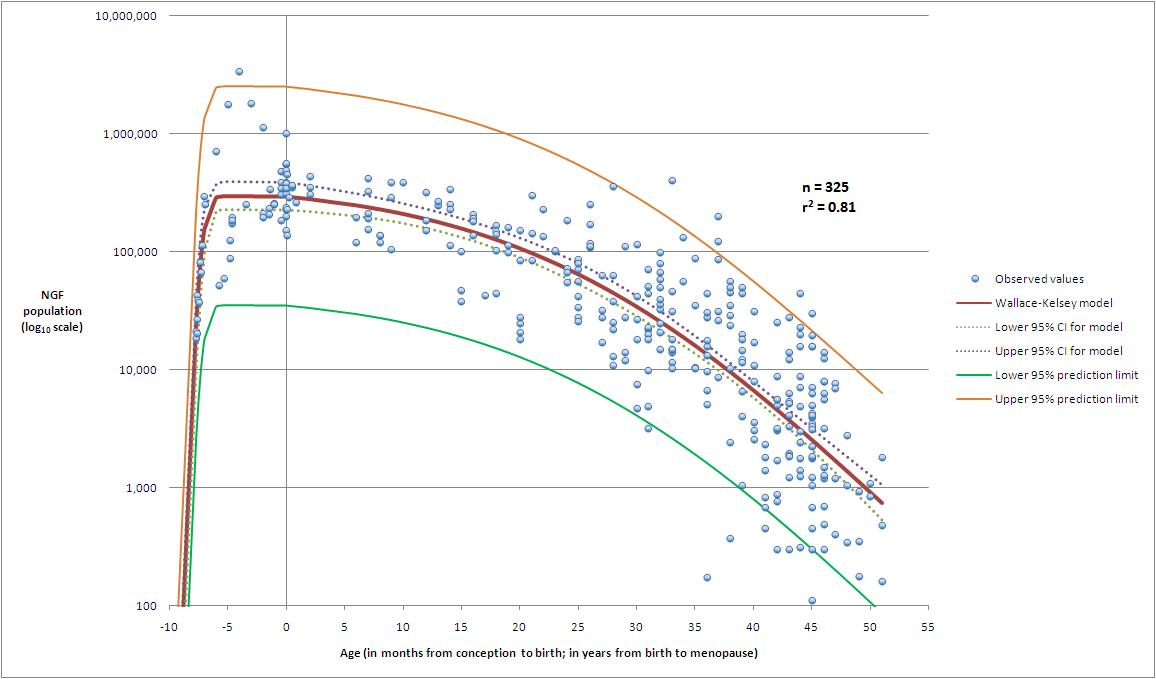
WallaceKelseyModel

## التأسيس
ويعتقد المبيض عموما مع اقتراب بنك البيض من المرأة حيث تسحب منه خلال حياتها الإنجابية . يحتوي المبيض البشري للسكان من بصيلات بدائية . في 18-22 أسابيع بعد الحمل ، مبيض الإناث يحتوي على عدد ذروتها من بصيلات (حوالي 300،000 في المتوسط الحالة، تتراوح الفردية للسكان قمة تتراوح من 35000 إلى 2.5 مليون) .
ويتأثر الحجم الأولي لـ احتياطي المبيض بقوة للوراثة . أيضا ، مستويات الاندروجين مرتفعة خلال التطور قبل الولادة ،يكون لها تأثير سلبي على المؤسسة الأولى من احتياطي المبيض .

## الهبوط
خلية بويضة يتم تحريرها خلال دورة واحدة الطمث قبل الإباضة . بالإضافة إلى ذلك، تبقى المسام التي تم تجنيدهم حيث تضيع من قبل النضوج نحو رتق . قليل من خلايا البيض تتجدد خلال سنوات الإنجاب .بالرغم من ذلك ، هذه الخسارة من قبل الدورة الشهرية يمثل فقط حوالي تصل إلى 10 خلايا بويضة شهريا ، وهو ما يمثل بالتالي ،سوى جزء صغير من الخسارة الفعلية للخلايا البيض خلال العمر .
آلية واحده مشتركه إضافية لل تراجع في احتياطي المبيض مع التقدم في السن، ويبدو أن التعبير الجيني حيث انخفاض من البروتينات المشاركة في إصلاح الحمض النووي عن طريق إعادة التركيب مثلي مثل BRCA1 ، MRE11 ، Rad51 و ATM .

## التقدير
النساء ممن هم 35 عاما أو أكثر ،قد حاولت منظمة الصحة العالمية للحصول على الحمل ولكن دون جدوى، لمدة 6 أشهر حيث اجرت اختبار ل احتياطي المبيض . الاختبار الأكثر شيوعا التي تستخدم ل تقييم احتياطي المبيض هو هرمون منشط للحوصلة اختبار يوم 3 . يحدد هذا الاختبار مستوى FSH للدم في اليوم 3 للدوره.
يتم اختيار اليوم التالت للدورة لأنه في هذا الوقت من المتوقع أن مستوى هرمون الاستروجين منخفض ، سمة أساسية ، و مستويات FSH تخضع ل ردود الفعل السلبية . وهكذا لا يكون أي قرار من FSH يحتاج لشمول المقابلة لمستوى استراديول للإشارة إلى مستوى FSH حيث رسمها، كان عند أدنى مستوى هرمون الاستروجين . في المريض، مع الحيض نادرة ، حيث مستوى FSH و مستوى هرمون الاستروجين يمكن قياسها بشكل عشوائي و غير صالح إذا كان مستوى هرمون الاستروجين منخفض.
عموما من المتوقع ان مستويات FSH أن تكون أقل من 10 مياو / مل في النساء مع الإنجابية المحتملة ( مستويات تعتبر الحد الفاصل 10-15 miu / مل) ، عالرغم من ذلك ،تعتمد الأرقام الدقيقة الغير عاديه على نوع الاختبار المستخدم في الخصوص هو المختبر. على الرغم من أن FSH و B Inhbin مؤخرا أكثر وقد ثبت أن بعض الارتباط مع احتياطي المبيض ، فمن الآن راسخا بأن Anti-Mullerian Hormone ،AMH هذا هو أكثر فائدة أو اختبار الكيمياء الحيوية .
عالرغم من ذلك ،مستويات عالية يمكن أن تكون موجودة في النساء ممن لديهم متلازمة المبيض متعدد الكيسات الذي يقوض خصوبة المرأة ، وبالتالي مزيج من AMH و الموجات فوق الصوتية عبر المهبل ل حساب عدد الجريبات الغارية هو على الارجح أفضل وسيلة ل تقييم احتياطي المبيض ، ومستقبل الخصوبة. أحيانا يشار إلى هذه تركيبة ل مثل اختبار ساعة الجسم البيولوجية.
اختبار التحدي لعقار كلوميفين هو الاختلاف على هذا النهج.
وثمة نهج آخر هو فحص المبايض عن طريق الموجات فوق الصوتية النسائية و تحديد حجم المبايض أو خلايا البيض المنضب حيث تميل الي ان تصغر.و فحص عدد الجريبات الغارية مرئية بالموجات فوق الصوتية .

## آثار
المرأة التي تعاني من ضعف احتياطي المبيض من غير المرجح أن تحمل مع العلاج للعقم . انظر أيضا ضعف احتياطي المبيض والهرمون المنبه للجريب ل خيارات العلاج .

## المصدر
احتياطي المبيض